# Austin Aries
Daniel Healy "Dan" Solwold, Jr. (Milwaukee, 15 de abril de 1978) mais conhecido pelo seu nome no ringue de Austin Aries, é um lutador americano de luta profissional. Solwold é melhor conhecido pela sua passagem na Total Nonstop Action Wrestling (TNA), onde ele ganhou uma vez o TNA World Heavyweight Championship, tendo também conquistado por seis vezes o Campeonato da X Division e por uma ocasião o TNA World Tag Team Championship com Bobby Roode, fazendo dele o quinto vencedor da tríplice coroa da TNA. Solwold também já trabalhou para a Ring of Honor, onde foi o primeiro lutador a ganhar duas vezes o ROH World Championship e na WWE, onde atuou principalmente no NXT e na divisão de pesos médios.

## Carreira no wrestling profissional
Solwold começou a treinar com Eddie Sharkey e Terry Fox em 2000 e estreou em 11 de novembro de 2000, enfrentando "Sheriff" Johnny Emerald. Ele lutou no meio oste dos Estados Unidos por vários anos antes de sua carreira como lutador profissional na costa leste do país deslanchar depois que ele avançou para as finais do ECWA Super 8 Tournament de 2004, onde foi derrotado por Christopher Daniels.

### Ring of Honor (2004-2007)
Após isso, ele se juntou a Ring of Honor (ROH). Aries fez sua estréia em um show principal da companhia no ROH: Reborn Stage 2 em Chicago Ridge, Illinois, em 24 de abril de 2004. Aries não foi bem sucedido, no entanto, perdendo uma luta four corners survival que também envolveu Jimmy Rave, Rocky Romero, e o vencedor, Nigel McGuinness. Aries estava programado para retornar em 22 de maio no show Generation Next para competir em uma por uma noite em uma série de combates que mostrariam os jovens talentos da ROH. Alex Shelley, porém, escolheu a dedo Aries, juntamente com Roderick Strong e Jack Evans, como membros de um novo grupo (também destinado a promover jovens talentos emergentes na ROH), que, em vez de ganhar seus lugares, simplesmente os tomaram. O grupo adotou o nome de Generation Next.
Aries venceu o ROH World Championship no Final Battle 2004 em 26 de dezembro de 2004, na Filadélfia, Pensilvânia, derrotando o dono do mais longo reinado da história do título, Samoa Joe. Em 16 de junho de 2005, a Ring of Honor chamou Aries para ser o novo instrutor-chefe da escola de wrestling da empresa, substituindo o ex-treinador chefe, CM Punk, que tinha aceito um contrato com a World Wrestling Entertainment. Depois de uma série de defesas, muitos dos quais eram internacionais, Aries perdeu o perdeu o ROH World Championship para CM Punk em 18 de junho de 2005.
Em 17 de dezembro, em Edison, Nova Jersey no Final Battle 2005, Aries se uniu com Strong para derrotar Sal Rinauro e Tony Mamaluke pelo ROH World Tag Team Championship. Os dois, então, dissolveram a Generation Next em 3 de junho de 2006. Em uma primeira luta pela Pro Wrestling Noah, Aries competiu contra ex-campeão Junior dos Pesos-Pesados da GHC KENTA em Chicago em 24 de junho, mas foi derrotado após um KENTA Go 2 Sleep.
Em 16 de setembro, ele e seu parceiro Strong perderam o ROH Tag Team Championship para os Kings Wrestling (Chris Hero e Claudio Castagnoli). Aries e Strong continuam competindo juntos pelo resto do ano. No Battle of the Icons em 27 de janeiro de 2007, Aries e Strong uniram-se com Jack Evans para derrotar Davey Richards, Delirious e SHINGO. Esta aparente reunião da Generation Next foi de curta duração, quando, já que no programa seguinte em 16 de fevereiro, Strong atacou Aries após uma luta de duplas contra Christopher Daniels e Matt Sydal. Strong, em seguida, formou o "No Remorse Corps" com Davey Richards. Jack Evans correu e salvou Aries, mas se recusou a ficar do lado de qualquer um deles. Na noite seguinte, Aries gritou forte duas vezes, mas não foi capaz de colocar as mãos nele. Quando Evans recusou a ficar do lado com ele, Aries disse que estava formando uma nova facção com os membros da próxima geração de wrestling. Com isso, ele formou a "The Resilience", com Erick Stevens e Matt Cross.
Em 27 de abril, Aries, sem sucesso, desafiou Takeshi Morishima pelo ROH World Championship. Em 4 de maio de 2007, a Ring of Honor anunciou em seu site que tinham assinado um acordo para um pay-per-view com o G-Funk Sports and Entertainment. Após o anúncio, a Total Nonstop Action Wrestling (TNA) não liberou Aries e Homicide, ambos sob contrato com a empresa, para aparecerem nos shows da Ring of Honor.

### Total Nonstop Action Wrestling (2005-2007)
Em julho de 2005, a Total Nonstop Action Wrestling (TNA) realizou uma enquete na internet para escolher um adversário para o campeão da X Division Christopher Daniels no pay-per-view Sacrifice em 14 de agosto de 2005. Anunciado como um "Internet dream match", a pesquisa ofereceu aos internautas a escolha de Aries, Roderick Strong, Jay Lethal e Matt Sydal, nenhum dos quais foram contratados pela TNA ou sequer apareceram na empresa regularmente no passado. Aries venceu a enquete por uma grande vantagem, e, portanto, enfrentou Daniels em um combate sem o título de Daniels em jogo no Sacrifice, que ele acabou perdendo. Após o evento, havia rumores de que os funcionários da TNA tinham ficado impressionados com Aries e estavam considerando oferecendo-lhe um contrato, e esses rumores foram aparentemente fundamentados quando Aries enfrentou e venceu Roderick Strong no Unbreakable em 11 de setembro em uma "luta showcase".

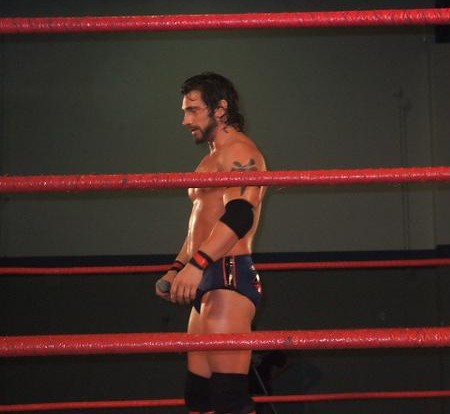
Aries no ringue em 2006.

Em 22 de setembro de 2005, Aries anunciou em seu site que ele havia recebido uma oferta de contrato da TNA, que ele aceitou. Ele se tornou um membro regular da TNA, e formou um grupo com Roderick Strong e Alex Shelley. Muitos fãs se referiram a este grupo como a reencarnação do Generation Next, que continha Shelley, Strong, Aries e Jack Evans na Ring of Honor.
Em fevereiro de 2006, ele e Strong foram suspensos por dois meses por chegar quatro horas atrasado para o pay-per-view Against All Odds. Isso ocorreu por causa da decisão Aries e Strong de permanecer em Long Island para um show da ROH, apesar do pedido de última hora da TNA para viajar para a Flórida por causa do potencial de uma tempestade de neve.
Na preparação para o Bound for Glory, promos começaram a anunciar ar a estréia de um novo lutador, Austin Starr, no evento com o slogan "A Starr is Born". Starr apareceu na TNA em 22 de outubro como o primeiro participante e tornou-se o vencedor do "Kevin Nash Open Invitational X Division Gauntlet Battle royal no Bound for Glory. Após a luta, Kevin Nash presenteou Starr com um troféu de boliche e um abraço.
No episódio seguinte do Impact!, foi anunciado que Starr iria trabalhar em estreita colaboração com o grupo de Nash, o Paparazzi Productions, para o desespero de um dos fundadores do grupo, Alex Shelley. Starr substituiu Johnny Devine como membro do Paparazzi Productions e participou do Paparazzi Championship Series juntamente com Shelley, e acabou perdendo para Shelley no Final Resolution 2007. Starr em seguida, passou a rivalizar com Senshi.
Em 18 de abril de 2007, Starr foi suspenso por 90 dias. Em 7 de maio, foi relatado pelo The Wrestling Observer Newsletter que a suspensão resultou do pedido da TNA para Austin gravar vinhetas em um dia de folga. Starr em última análise concordou em fazer as vinhetas, mas a TNA viu isso como uma atitude ruim e foi motivo de sua suspensão. Durante a suspensão, Aries solicitou, e obteve a sua liberação da TNA.

### Retorno a ROH (2007-2010)
Um mês depois de ser concedida a sua liberação da TNA, Aries faria seu retorno a Ring of Honor. No United We Stand em 22 de junho de 2007, Aries estava presente, mas como um "fã". Durante uma luta entre a No Remorse Corps e a The Resilience, ele foi verbalmente chamado por Roderick Strong. Aries tentou passar pelo corrimão, mas foi contido pela segurança já que ele não estava contratado pela empresa. Na noite seguinte, no Driven, Aries estava novamente na plateia. Depois de um combate de trios entre a No Remorse Corps e Delirious e a The Resilience, Aries percorreu a multidão e atacou os NRC. Ele, então, assinou um contrato com a ROH no ringue.
A primeira luta de Aries em seu retorno a empresa aconteceu no Race to the Top Tournament: Night One, quando ele enfrentou Roderick Strong, Jimmy Rave e Gran Akuma em uma luta four way fray pelo FIP World Heavyweight Championship. A rivalidade entre a The Resilience e a No Remorse Corps continuaria no fim de semana do Death before Dishonor V. Na primeira noite, Aries se uniu com Erick Stevens para derrotar Roderick Strong e Rocky Romero. No entanto, eles não teriam a mesma sorte na noite seguinte, quando, junto com Delirious, perderam em uma luta street fight para os membros da No Remorse Corps e Matt Sydal.
No Manhattan Mayhem II, Aries derrotou os ex-companheiros da Generation Next Roderick Strong e Jack Evans em uma luta triple threat. No Glory by Honor VI: Night Two, Aries dissolveu a The Resilience, a fim de concentrar-se em recuperar o Campeonato Mundial da ROH. No Rising Above, Aries enfrentou o até então campeão da ROH Nigel McGuinness, mas acabou sendo derrotado.
Aries começou a agir frustrado devido as suas percas e começou a recusar-se a apertar as mãos de seus adversários após os combates. Jimmy Jacobs exibia interesse em adicionar Aries para a The Age of the Fall (AotF). Tammy Sytch também ofereceu a Aries seus serviços gerenciais. Ele foi derrotado por McGuinness uma segunda vez no Supercard of Honor III em março 2008. Depois, Aries deixou com Lacey, aparentemente se unindo a AOTF. Ele retornou em abril e revelou que Lacey tinha decidido deixar a AOTF e que ele e Lacey haviam se tornado uma dupla. Jacobs indignado, atacou Aries e ambos começaram uma rivalidade. Pouco tempo depois, Lacey foi aparentemente atacado por Jacobs fora de um ginásio.
Em 23 de abril, Aries foi escolhido por Jay Briscoe como seu substituto para o seu irmão Mark Briscoe para defender o ROH World Tag Team Championship contra os The Age of the Fall após Mark se lesionar. O raciocínio para essa escolha foi de que Aries e os Briscoe Brothers tinham um ódio compartilhado com a The Age of the Fall. Mais tarde, não foi considero que Aries havia vencido o ROH World Tag Team Championship pela segunda vez, mas sim com sendo um substituto em uma defesa de título. Depois de sua primeira e única defesa do título, o campeonato foi declarado vago.

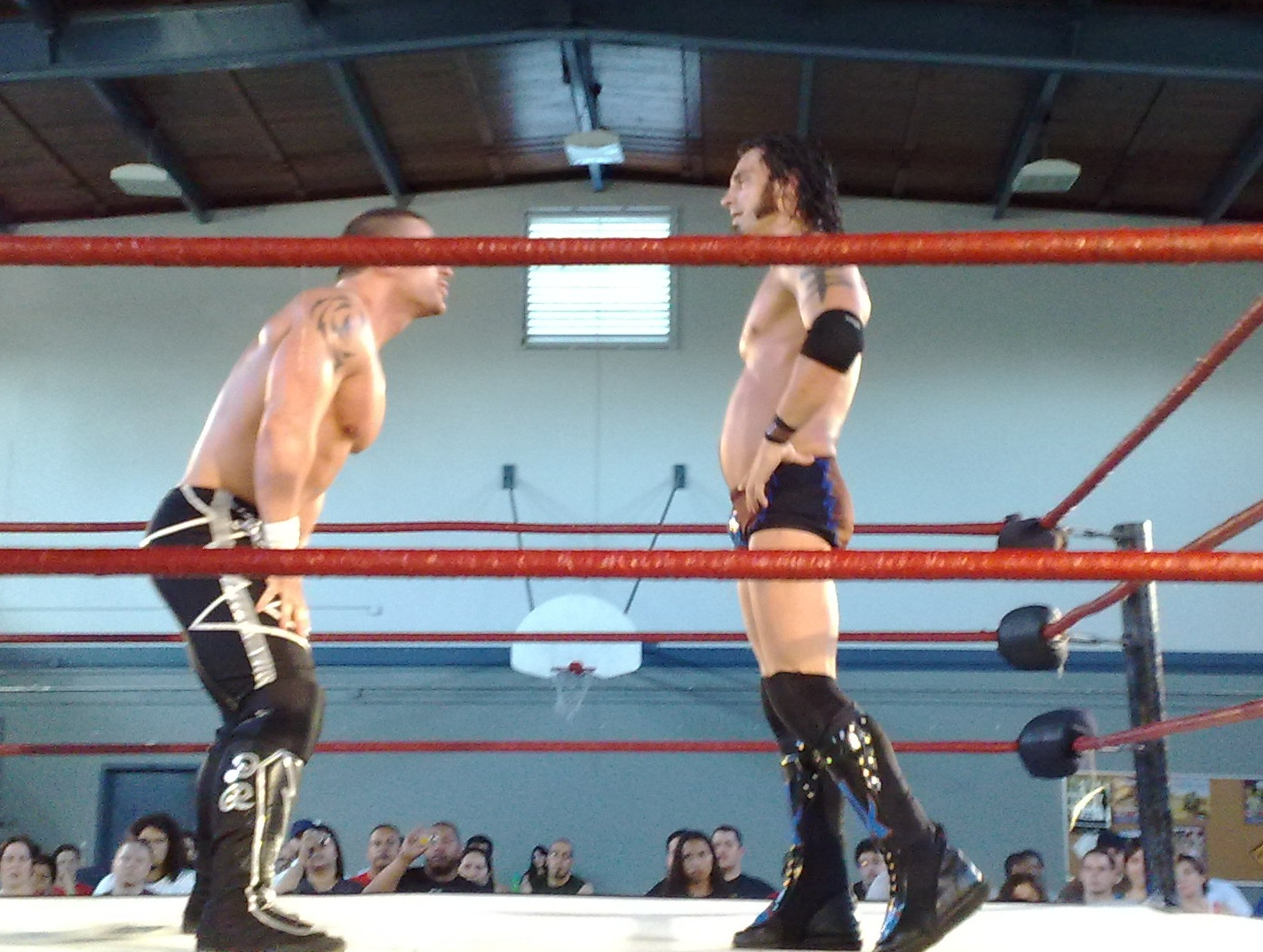
Aries (à direita) enfrenta Davey Richards em 2008.

Em 6 de junho, Aries se uniu com Bryan Danielson em um torneio para coroar os novos campeões mundiais de duplas da ROH. Eles derrotaram Roderick Strong e Davey Richards na primeira rodada antes de serem eliminados na segunda por eventuais vencedores Jimmy Jacobs e Tyler Black. Em 7 de junho, Aries e Danielson receberam uma chance pelos títulos contra Jacobs e Black, mas foram derrotados quando Black aplicou em Danielson um Phoenix Splash.
Em 27 de junho, Aries foi derrotado por Necro Butcher em uma luta com "regras descontraídas" depois de receber uma cadeira na cabeça. Aries tinha tentado sem sucesso convencer Butcher a deixar a Age of The Fall e quando Necro recusou, ele deixou de lutar contra ele. Em 28 de junho, Aries derrotou o então campeão mundial de duplas Jimmy Jacobs em um combate com "regras descontraídas" após um 450° splash, apesar de interferência de Necro Butcher, Tyler Black, Allison Wonderland e MsChif. Em 25 de julho, Aries e Jay Briscoe se uniram para derrotar os campeões de duplas The Age of The Fall (Jimmy Jacobs e Tyler Black) em uma luta sem desqualificações quando Briscoe fez o pinfall em Black. Em 26 de julho, em Detroit, Aries iria gastar boa parte do show com brigas com Jimmy Jacobs, culminando com ambos se atacando no topo de uma escada de seis metros. O parceiro de Jacobs no Age of The Fall, Necro Butcher, acabaria por derrubar a escada sobre uma mesa.
Aries continuaria sua rivalidade com Jimmy Jacobs durante todo o outono. Na segunda luta steel cage warfare no Glory by Honor VII, a equipe de Aries (este e os Briscoe Brothers) derrotaram a equipe de Jacobs formada por ele, Black e Delirious e a equipe de Necro (sendo somente ele). Os dois teriam uma série de melhor de três lutas para um pôr um fim à contenda. O primeiro combate ocorreu no Ring of Homicide 2, onde Jacobs (com a ajuda de Delirious e Brodie Lee) venceu Aries em uma luta falls count anywhere. O segundo embate ocorreu no Bound By Hate, e Aries derrotou os Jacobs em uma luta dog collar. O combate decisivo aconteceu no Rising Above 2009 em uma luta "I Quit". Lacey voltou a ROH no canto de Aries e este venceu a luta. Ele continuaria sua rivalidade com o Age of the Fall desta vez contra o fortemente aplaudido Tyler Black. No Final Battle 2008, Black foi derrotado por Aries em uma luta para determinar o desafiante número um. Após o combate Jacobs atacaria Black, e Aries correu para o salvar. Em vez disso, no entanto, Aries se uniu com Jacobs para atacar Black. Aries explicou mais tarde que a razão que ele atacou Black foi porque os fãs se voltaram contra ele.
Além de seu trabalho na ROH, Austin Aries foi anunciado como membro do time Epic War para o torneio King of Trios 2009 da promoção independente Chikara. Na primeira noite, Aries, junto com Ryan Drago e Tony Kozina, perderam para a F1rst Family (Arik Cannon, Darin Corbin e Ryan Cruz) na primeira rodada. Na segunda noite, Aries viria a perder para Player Dos na luta four corners de abertura do Rey de Voladores. Na última noite, Aries perdeu para Eddie Kingston em uma luta individual.
No início de 2009, Aries também passou por uma transformação de caráter completo, o corte de seu cabelo comprido, vestindo calções rosa e preto, e vindo ao ringue em um casaco de pele rosa brilhante. Ele cairia completamente em sua persona mais escura e se adaptaria a uma nova personagem de conquistador, muitas vezes referindo-se a si mesmo como "Double A" e "O Maior Homem que já viveu", este último depois de uma canção de Weezer, que também se tornou sua nova música de entrada.
Em 13 de junho de 2009, no Manhattan Mayhem III, Aries ganhou uma luta de eliminação contra o campeão da ROH Jerry Lynn e Tyler Black, para tornar-se a primeira e única pessoa a ter conquistado o ROH World Champinship mais de uma vez. Em 19 de dezembro de 2009, no Final Battle 2009, ele defendeu o título contra Tyler Black, em uma luta que acabou empatada após o atingirem o limite de tempo de 60 minutos. Em 13 de fevereiro de 2010, no evento principal do 8th Anniversary Show, Aries perdeu o Campeonato Mundial da ROH para Tyler Black. Durante os meses seguintes, ele rivalizou com Delirious e Jerry Lynn, ao mesmo tempo, tornando-se o gerente de Kenny King e Rhett Titus, o dupla conhecida coletivamente como o All Night Express, se autoproclamando como o "maior gerente que já viveu". Em outubro de 2010 o perfil de Aries foi retirado do site oficial da ROH, depois de relatos que tinham aparecido de que a promoção ia realizar um corte de gastos. Em 6 de outubro de 2010, a promoção concorrente EVOLVE Wrestling anunciou que Aries faria sua estréia para a promoção em 20 de novembro.

### Dragon Gate USA (2010–2011)
Em 12 de outubro de 2010, a Dragon Gate USA anunciou que Aries tinha assinado um contrato com a promoção. Aries fez sua estreia para a promoção no dia 29 de outubro, no pay-per-view Bushido: Code of the Warrior, onde foi derrotado pelo campeão do Dragon Gate Open the Dream Gate Championship Masato Yoshino em uma luta sem o ítulo em jogo. Após o combate, Rich Swann, a quem Aries tinha se oferecido para adotar como seu protegido, recusou a oferta. Em 28 de janeiro de 2011, no United: NYC, Aries derrotado Swann em uma luta individual. No mês seguinte, Aries começou uma história onde ele alegou ter perdido a motivação para continuar a sua carreira no wrestling profissional, depois de não conseguir fazer um lugar no elenco do WWE Tough Enough, antes de oferecer para colocar sua carreira na Dragon Gate USA em jogo a fim de obter uma última chance pelo DGUSA Open the Freedom Gate Championship de Yamato. Em 2 de abril de 2011 no Mercury Rising 2011, Aries não teve sucesso em seu desafio, portanto, aparentemente sua carreira na Dragon Gate USA havia chegado ao fim. No dia seguinte, no Open the Ultimate Gate, Aries foi derrotado por Jimmy Jacobs no que foi anunciado como seu combate de despedida para a Dragon Gate USA. No entanto, após a luta Aries fingiu passar a tocha para Chuck Taylor, Johnny Gargano e Rich Swann, o trio conhecido coletivamente como Ronin, antes de ele se tornar uma vilão se juntado ao grupo Blood Warriors, alegando ter encontrado o seu propósito debaixo da liderança do CIMA. Blood Warriors e o Ronin se enfrentaram em uma luta de sextetos de eliminação no dia 5 de junho no Enter The Dragon 2011, que foi ganha por Ronin após Johnny Gargano conseguir aplicar uma submissão tanto em CIMA quanto em Aries. Em 9 de junho, foi relatado que Aries havia deixado tanto Dragon Gate USA e a Evolve para prosseguir sua carreira fora do wrestling profissional.

### Retorno a TNA

#### Campeão da X Division (2011–2012)

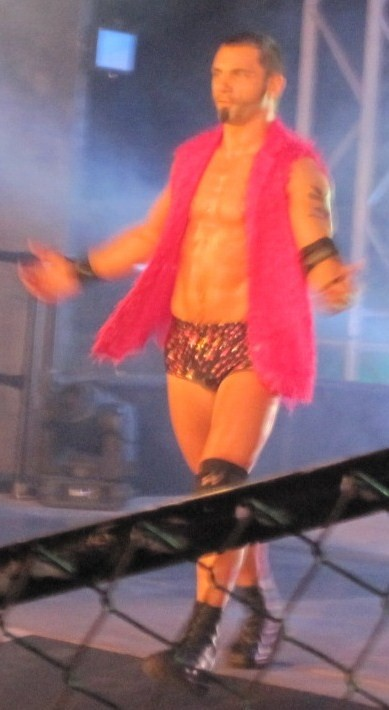
Aries fazendo seu retorno a TNA em junho de 2011.

Em 13 de junho de 2011, nas gravações do episódio de 16 de junho do Impact Wrestling, Aries fez um retorno a TNA, derrotando Jimmy Rave e Kid Kash na luta da primeira rodada do torneio X Division Showcase para um contrato com a promoção. Em 10 de julho no Destination X, Aries derrotou Jack Evans, Low Ki e Zema Ion para ganhar o torneio e também um contrato com a TNA. Em seu primeiro combate no Impact Wrestling desde que foi oficialmente re-contratado, Aries derrotou Shannon Moore em uma luta individual, depois de acertá-lo com uma corrente de aço e, em seguida, realizando o pinfall, retornando, assim, a sua persona de "Double A", estabelecendo-se como um vilão. Em 21 de julho no episódio do Impact Wrestling, Aries custou a Alex Shelley, que o confrontou anteriormente em sua vitória sobre Shannon Moore, sua chance de disputar o Campeonato da X Division. Duas semanas depois, Aries derrotou Shelley em uma luta individual. Em 7 de agosto no Hardcore Justice, Aries e Shelley competiram em uma luta three-way pelo X Division Championship, mas ambos foram incapazes de conquistar o cinturão do até então campeão, Brian Kendrick.
Em 18 de agosto no episódio do Impact Wrestling, Aries ganhou uma luta gauntlet de oito lutadores para ganhar outra chance pelo Campeonato da X Division. Em 11 de setembro, no No Surrender, Aries derrotou Kendrick ganhar o Campeonato da X Division pela primeira vez. No dia 16 de outubro no Bound for Glory, Aries derrotou novamente Kendrick em uma revanche para manter o título. Em 13 de novembro no Turning Point, Aries derrotou Jesse Sorensen e Kid Kash em uma luta three-way para reter o Campeonato da X Division. Em 11 de dezembro, no Final Resolution, Aries derrotou Kash em um combate individual para reter novamente o X Division Championship. Em 8 de janeiro de 2012, no Genesis, Áries defendeu com sucesso o Campeonato da X Division em uma luta four-way de eliminação contra Jesse Sorensen, Kid Kash e Zema Ion. Em 12 de fevereiro no Against All Odds, Aries derrotou Alex Shelley lhe aplicando seu movimento de submissão, o Last Chancery, retendo mais uma vez o seu título. Em 8 de março no episódio do Impact Wrestling, Aries foi derrotado por Ion por desqualificação, depois de Aries ser pego usando o spray de cabelo de Ion nele, e como resultado, Aries manteve o seu título. Em 12 de março, Aries tornou-se no lutador com o mais longo reinado do X Division Championship na história, quebrando o anterior recorde de 182 dias de Christopher Daniels em 2005. Em 18 de março no Victory Road, Aries defendeu com sucesso o título contra Zema Ion. No episódio seguinte do Impact Wrestling, Aries novamente manteve o título depois que o combate entre ele, Ion, Kid Kash e Anthony Neese terminou sem vencedor, após interferência de Bully Ray. Aries se tornou um mocinho na semana seguinte, quando ele se juntou com James Storm para derrotar Ray e Bobby Roode no evento principal daquela noite. A rivalidade entre Aries e Ray continuou no dia 15 de abril no Lockdown, onde os dois estavam em times opostos na anual luta Lethal Lockdown. A equipe de Aries, liderada por Garett Bischoff, acabou derrotando a equipe de Ray, liderada por Eric Bischoff. Aries continuou com suas defesas de título em 10 de maio no episódio do Impact Wrestling, defendendo com sucesso o Campeonato da X Division contra Zema Ion. Três dias depois, no Sacrifice, Aries derrotou Bully Ray em uma luta individual, fazendo Ray desistir após um Last Chancery. Em 19 de maio, Aries anunciou que tinha assinado uma extensão de contrato com a TNA. No episódio de 31 de maio do Impact Wrestling, Aries defendeu com sucesso o Campeonato da X Division contra Chris Sabin. No início do episódio, Aries teve um desentendimento com Samoa Joe, o que levou Joe a custar o combate de Aries contra Crimson na semana seguinte. Em 10 de junho no Slammiversary, Aries derrotou Joe para reter o X Division Championship. No episódio seguinte do Impact Wrestling, Áries competiu na sua primeira luta Ultimate X, onde ele defendeu com sucesso o Campeonato da X Division contra Chris Sabin e Zema Ion.

#### Vários reinados como campeão (2012–2015)
Depois de sua vitória, Aries anunciou que ele não estava satisfeito em ser apenas campeão da X Division, o que levou o gerente geral Hulk Hogan a prometer-lhe uma chance pelo TNA World Heavyweight Championship, mas só se ele primeiro vagasse o Campeonato da X Division. Na semana seguinte, Aries concordou com os termos de Hogan com a ressalva de que a cada ano antes do pay-per-view Destination X os futuros campeões da X Division também recebessem a mesma oportunidade. Aries abandonou o X Division Championship duas semanas depois, terminando o seu reinado recorde em 298 dias. Em 8 de julho no Destination X, Aries derrotou Bobby Roode no evento principalpara se tornar no novo campeão mundial dos pesos-pesados da TNA. Em 17 de julho, a presidente da empresa Dixie Carter anunciou que Aries tinha assinado um novo acordo de longo prazo com a promoção. Áries e Roode tiveram uma revanche sem o título em 19 de julho no episódio do Impact Wrestling, que terminou sem vencedor, quando os dois concorrentes foram atacados por um grupo mascarado, conhecidos apenas como "Aces & Eights". Em 12 de agosto, no Hardcore Justice, Aries defendeu com sucesso o TNA World Heavyweight Championship contra Roode, com uma cláusula pré-combate impedindo que Roode tivesse outra revanche pelo título enquanto Aries fosse campeão. Durante as semanas seguintes, Aries passou a defender a TNA contra os Aces & Eights. Em 20 de setembro no episódio do Impact Wrestling, depois de Jeff Hardy ter vencido o Bound for Glory Series de 2012 para se tornar no próximo desafiante de Aries pelo World Heavyweight Championship, Aries se tornou em um tweener, alegando que ele poderia lutar contra tudo que Hardy já tinha feito em sua carreira. Em 11 de outubro, durante o episódio final do Impact Wrestling antes do Bound for Glory, Aries se tonrou mais uma vez em um vilão, alegando que ele funcionava melhor quando as pessoas estavam contra ele, atacando Hardy no mesmo dia. Três dias depois, no evento principal do Bound for Glory, o maior evento anual da TNA, Aries perdeu o World Heavyweight Championship para Hardy, terminando o seu reinado em 98 dias.
Em 25 de outubro no episódio do Impact Wrestling, Aries atacou Hardy, depois que ele defendeu com sucesso seu título contra Kurt Angle, roubando um de seus dois cinturões, anunciando que uma revanche entre os dois aconteceria no Turning Point. Em 11 de novembro no pay-per-view, Aries não conseguiu recuperar o World Heavyweight Championship de Hardy em uma luta de escadas. Em 22 de novembro no episódio do Impact Wrestling, voltou suas atenções para revelar um relacionamento secreto entre Bully Ray e a filha do gerente geral Hulk Hogan, Brooke. Na semana seguinte, Aries foi escolhido por Hogan como o candidato número um ao X Division Championship de Rob Van Dam. Aries derrotou Van Dam no evento principal via desqualificação, após interferência de Bully Ray, e como o título não muda de mãos em uma desqualificação, Van Dam mantido o campeonato. Em 9 de dezembro no Final Resolution, Aries derrotou Ray em uma luta individual, após uma distração de ambos Brooke e Hulk Hogan e um golpe baixo de Aries. Em 13 de dezembro no episódio do Impact Wrestling, Aries foi revelado como o homem que pagou os Aces & Eights para impedir que Bobby Roode, que originalmente pagou o grupo para ajudá-lo a ganhar o World Heavyweight Championship, de vencer o título no Final Resolution, o que levou a Jeff Hardy o desafiar pelo campeonato. Em 20 de dezembro no episódio do Impact Wrestling, Aries não teve sucesso em seu desafio pelo World Heavyweight Championship de Hardy, após interferência de Bobby Roode. Aries e Roode se enfrentaram em uma luta para determinar o desafiante número um ao título de Hardy em 27 dezembro no episódio do Impact Wrestling. O combate terminou sem vencedor depois que os dois atacaram o árbitro Earl Hebner e, em seguida, por sua vez foram atacados por Hardy. A rivalidade culminou em uma luta three-way de eliminação em 13 de janeiro de 2013, no Genesis, onde Aries falhou novamente para recuperar o World Heavyweight Championship de Hardy.

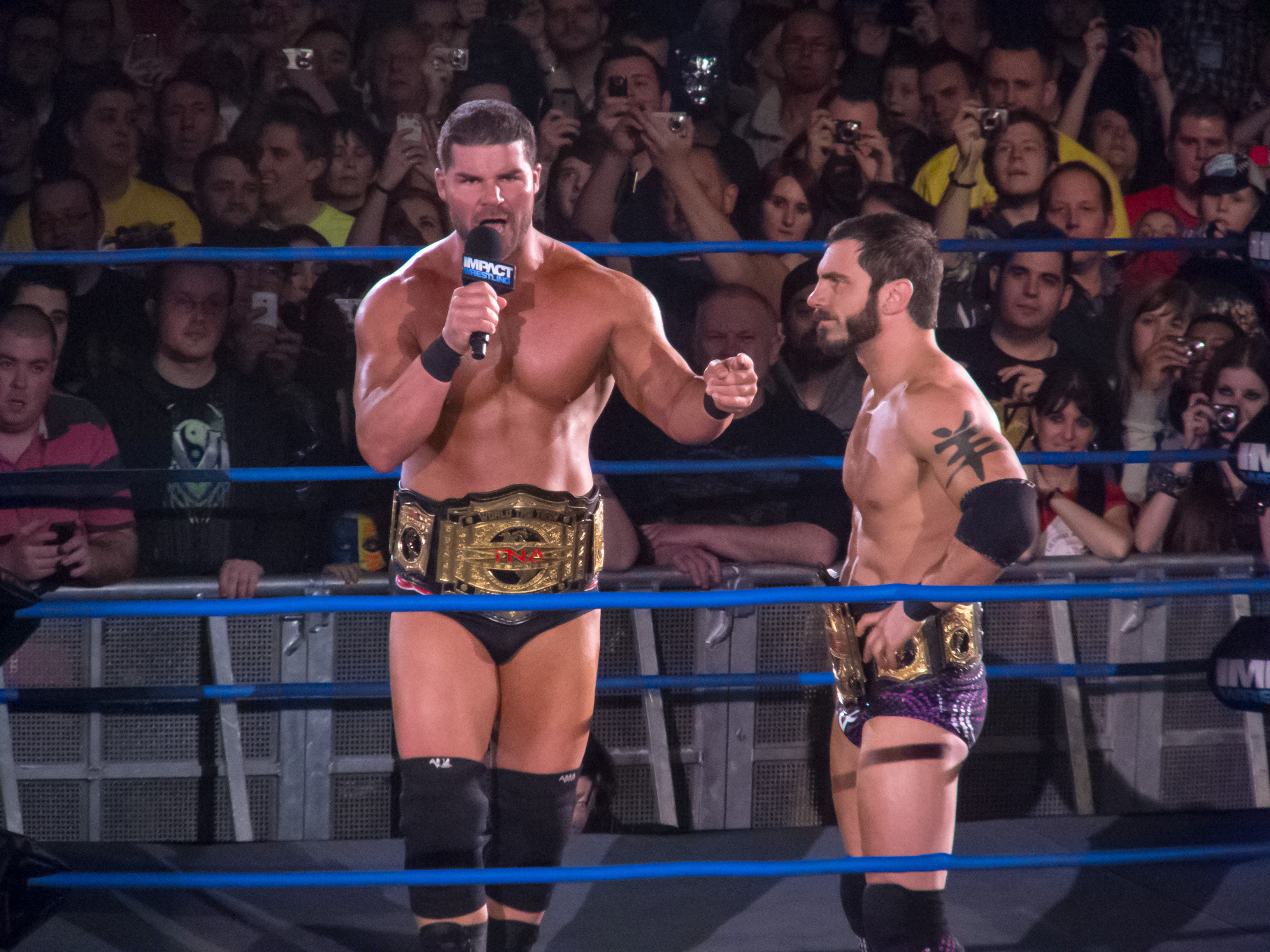
Aries e Bobby Roode como campeões mundiais de duplas da TNA.

Em 25 de janeiro, nas gravações do episódio de 7 de fevereiro do Impact Wrestling em Manchester, Inglaterra, Aries e Roode derrotaram Chavo Guerrero Jr. e Hernandez para ganharem o TNA World Tag Team Championship, dando assim Aries a Tríplice Coroa da TNA. Aries e Roode fizeram sua primeira defesa de título em 10 de março no Lockdown, derrotando Bad Influence (Christopher Daniels e Kazarian) e Chavo Guerrero, Jr. e Hernandez em uma luta three-way de duplas. Em 21 de março no episódio do Impact Wrestling, Aries e Roode derrotaram novamente Guerrero e Hernandez para manter o World Tag Team Championship, após  a interferência de Daniels e Kazarian. Depois, os campeões seriam atacados por Daniels e Kazarian. Em 11 de abril no episódio do Impact Wrestling, Aries e Roode perderam o Campeonato Mundial de Duplas da TNA de volta para Guerrero e Hernandez em uma luta de duas quedas, terminando o seu reinado em 76 dias. Aries e Roode receberam sua revanche em 25 de abril no episódio do Impact Wrestling, mas foram novamente derrotados por Guerrero e Hernandez após uma interferência inadvertida de Christopher Daniels e Kazarian. Aries e Roode enfrentaram Daniels e Kazarian em um combate para determinar os desafiantes número um aos títulos de duplas em 9 de maio no episódio do Impact Wrestling, no entanto, a luta terminou sem vencedor depois de árbitro convidado especial James Storm aplicar um superkick em Aries e Daniels e abandonar o combate. Aries e Roode receberam outra chance pelos títulos de Guerrero e Hernandez em 2 de junho no Slammiversary XI, em uma luta four-way de eliminação, que foi ganha por Gunner e James Storm.
Em 13 de junho no episódio do Impact Wrestling, Aries derrotou Eric Young para se qualificar para o Bound for Glory Series de 2013. Na semana seguinte, ele derrotou Jay Bradley em sua luta de estreia na BFG via pinfall para ganhar sete pontos no torneio. Em 27 de junho no episódio do Impact Wrestling, Aries se disfarçou de Suicide e derrotou Chris Sabin e Kenny King para ganhar o segundo Campeonato da X Division. Aries desmascarou-se no final do show, depois de Hulk Hogan descobriu o verdadeiro Suicide e exigiu o falso se desmarcara-se, e anunciou que tinha a intenção de negociar o X Division Championship novamente para uma luta pelo Campeonato Mundial dos Pesos-Pesados no Impact Wrestling: Destination X. Na semana seguinte, no entanto, Aries perdeu o Campeonato da X Division de volta para Sabin em uma luta three-way, que também incluiu o Suicide real, agora conhecido como Manik. Na gravação de 1 de agosto do Impact Wresting, Aries se tornou num mocinho quando ele elogiou A.J. Styles, antes de ser interrompido pelo ex-parceiro Bobby Rhode. Em seguida, ele enfrentou Styles pelo Bound for Glory Series, ganhando a luta antes de ser eliminado pelo mesmo em 12 de setembro no evento Impact Wrestling: No Surrender.
Em 20 de outubro no pay-per-view Bound for Glory, Aries competiu em uma luta Ultimate X pelo Campeonato da X Division mas a luta foi ganha por Chris Sabin. Em 12 de dezembro no episódio do Impact Wrestling, Aries derrotou Sabin para vencer o Campeonato da X-Division pela terceira vez. Em 2 de janeiro de 2014 no episódio do Impact Wrestling, Aries perdeu o Campeonato da X Division de volta para Sabin. Três semanas depois, no episódio especial da TNA Impact Wrestling:Genesis em 23 de janeiro, Aries derrotou novamente Sabin para vencer o Campeonato da X Division Championship pela quarta vez. Em 6 de fevereiro no episódio do Impact Wrestling, Aries defendeu com sucesso seu Campeonato da X Division contra Zema Ion, que fez o cash-in da maleta Feast or Fired.
Três semanas depois, no episódio do Impact Wrestling em 27 de fevereiro, Aries serviu como o special guest referee (juiz convidado) em uma luta entre Bobby Roode e MVP. Aries atacou MVP, permitindo Roode vencer a luta, se tornando vilão novamente. Em 2 de março, Aries perdeu o Campeonato da X Division para Seiya Sanada no evento da Wrestle-1 Kaisen: Outbreak em Tóquio, no Japão. Em 22 de maio no episódio do Impact Wrestling, Aries ajudou Eric Young contra MVP, Lashley e Kenny King mas foi atacado pelo trio, se tornando novamente um mocinho. Em 15 de junho de 2014 no  Slammiversary, Aries enfrentou Kenny King em uma luta individual para determinar um dos desafiantes ao título mundial de Eric Young mais tarde naquela noite. Aries derrotou King e avançou para o evento principal pelo Campeonato Mundial da TNA, onde ele foi derrotado por pin pelo campeão Eric Young.
Em 20 de junho nas gravações do Impact Wrestling, Aries venceu de volta o Campeonato da X Division de Sanada, se tornando cinco vezes campeão. Apenas cinco dias depois de recuperarseu título, Aries escolheu a "Opção C" de deixar o título vago e ganhar uma oportunidade pelo TNA World Heavyweight Championship no Destination X em 26 de junho, onde ele perdeu para o campeão Lashley. Em 7 de janeiro de 2015 Aries derrotou Low Ki para vencer o Campeonato da X Division pela sexta vez, na estréia do Impact Wrestling no Destination America. Low Ki recapturou o título em 16 de janeiro, nas gravações do Impact Wrestling depois de interferência do The Beat Down Clan.
Na mesma noite, ás gravações de 23 de janeiro do Impact Wrestling, Aries venceu o anual Feast or Fired ganhando uma oportunidade pelo TNA World Heavyweight Championship. Entre fevereiro e março, Aries continuou com sua rivalidade com o Beat Down Clan, com Low Ki roubando a pasta de Aries depois da luta contra Samoa Joe, com Aries eventualmente pegando-a de volta. Aries reformou o Dirty Heels com Bobby Roode, com os dois desafiando The Wolves em uma luta melhor de cinco pelos títulos de duplas. The Wolves venceram as primeiras duas lutas e Aries e Roode venceram a terceira. No Destination X, Aries fez o cash-in da maleta do Feast or Fired por uma oportunidade pelo TNA World Heavyweight Championship em Kurt Angle, com Angle retendo seu título. Depois de derrotar The Wolves na quarta luta das séries (sendo esta uma luta Full Metal Mayhem), Aries derrotou Davey Richards no Slammiversary XIII para poder escolher a estipulação para a luta final entre os times. Aries e Roode escolheram uma luta Iron Man de duplas, que eles perderam, também perdendo ás series consequentemente. Em 5 de agosto de 2015 na edição do Impact Wrestling (gravado antes de sua saída) Aries pediu uma luta por título e o Gerente Geral Bully Ray fez uma luta entre Aries e Rockstar Spud depois de Aries se tornar vilão. Depois de Aries perderá luta, ele foi forçado á sair da TNA.
Logo após, Aries virou mocinho depois mostrar respeito com Rockstar Spud apertando a mão do mesmo.
Em 28 de junho de 2015, Aries saiu da TNA após seu contrato com a empresa expirar.

### Segundo retorno para a ROH (2015)
Em 6 de julho de 2015, Ring of Honor anunciou o retorno de Aries. Aries foi anunciado como substituo de Roderick Strong na luta tag team de seis homens no Vegas Wild Card em 17 de julho, junto com Moose e o Campeão Undisputed do Campeonato Mundial da ROH e do ROH Television Championshp Jay Lethal contra Jay Briscoe, Dalton Castle e Kyle O'Reilly.

### WWE

#### NXT (2016–2017)
4 anos antes de assinar com a WWE, ainda na TNA, Aries emprestou sua voz para o personagem principal Jacob Cass no modo Road to WrestleMania do jogo eletrônico da WWE, o WWE '12.
Em 22 de janeiro de 2016, Aries estreou no território de desenvolvimento da WWE, o NXT, durante ás gravações de fevereiro de março, depois de ser introduzido pelo Gerente Geral William Regal. Ele foi depois atacado por Baron Corbin antes de entrar no ringue.
Foi liberado da WWE em 7 de julho de 2017.

## Vida pessoal
Solwold é um vegetariano. Ele também é um fã dos Green Bay Packers e jogou tanto futebol americano quanto basebol na infância. Ele é notado por ter o caractere chinês Ram (羊) tatuado em seu braço esquerdo, significando a tradução chinesa para Áries, que é o seu nome no ringue e seu signo no zodíaco. Em 2011, Aries quase se aposentou do wrestling profissional, porque ele não queriam ser um "Randy The Ram em 10, 20 anos." No entanto, ele decidiu continuar quando a TNA lhe ofereceu um contato com ele para fazer parte da X Division Showcase. Aries não gosta de lutas temáticas, que envolvem ter que "subir uma escada e cordas e escalar 20 metros acima do ringue", porque "não importa o que você é, mas um passo em falso e você já pode se lesionar".

## No wrestling

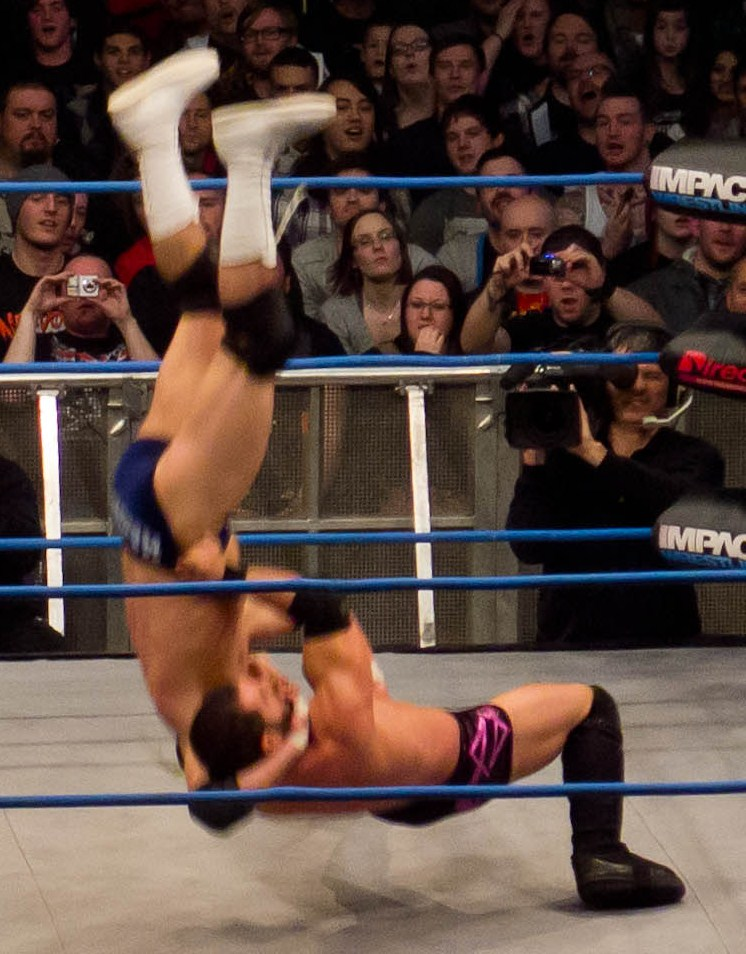
Aries aplicando um Brainbuster em Mark Haskins.

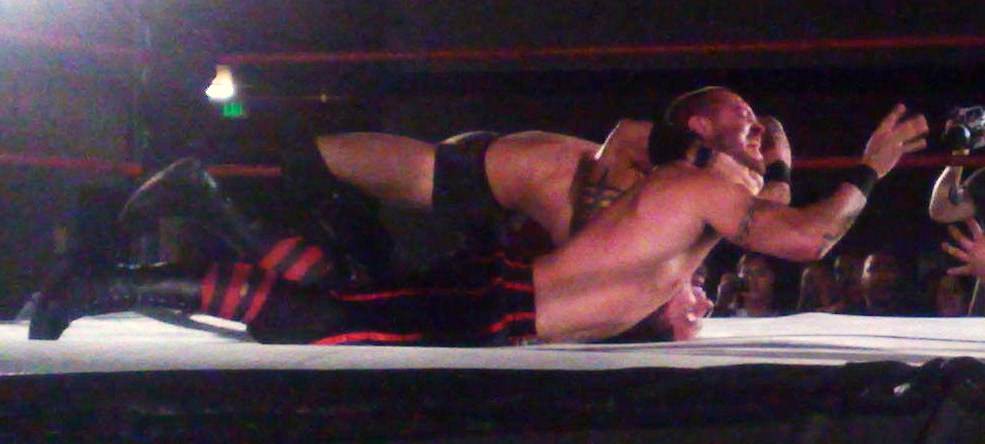
Aries aplicando o Last Chancery

- Movimentos de finalização
  - 450° splash[2] – ROH / Circuito independente; usado como um movimento secundário na TNA
  - Brainbuster,[2] as vezes da segunda corda[67] / Starrbuster[133]
  - Horns of Aries / Last Chancery (Bridging arm triangle choke)[134]
- Movimentos secundários
  - Crucifix bomb[135]
  - Death Valley driver, às vezes na parte de fora do ringue[136]
  - Discus elbow smash[137]
  - Figure Eight Leglock[138] (Modified figure-four leglock)
  - Fish Hook of Doom (Prensa ambos os joelhos no braço de um oponente com o rosto antes de aplicar um fish hook)[139]
  - Forward Russian legsweep[137]
  - Frog splash[140]
  - Head stand em um dropkick para um oponente sentado, como um neckscissors counter[141]
  - Heat Seeking Missile (Suicide dive)[139]
  - IED (Running dropkick em um oponente encurralado)[142][143]
  - Inverted suplex slam[137]
  - Japanese arm drag[137]
  - Pula para o canto como uma evasão seguido de realização de um rolo para a frente para o canto oposto e segue realizando um leaping back elbow[144]
  - Macho Neck Snap[2] (Springboards nas costas de um oponente caído sobre a segunda corda e realiza um neck snap na corda que pendurada o oponente)
  - No-handed springboard moonsault[137]
  - Pendulum Elbow[2] (Pendulum backbreaker hold seguido por um elbow drop no rosto do oponente)
  - Powerdrive Elbow (Twisting elbow drop, com teatralidade)[2]
  - Rolling fireman's carry slam[137]
  - Running jumping delayed knee drop, com teatralidade[140]
  - Scissored armbar[2]
  - Shin breaker seguido por um leg-hook Saito suplex[138][142]
  - Sidewalk slam[145]
  - Slingshot back elbow em um oponente encurralado[146]
  - Slingshot corkscrew splash[2][137]

- Alcunhas
  - "A Double"[40][147]
  - "Wrestling Machine"
  - "The Star"[148][149]

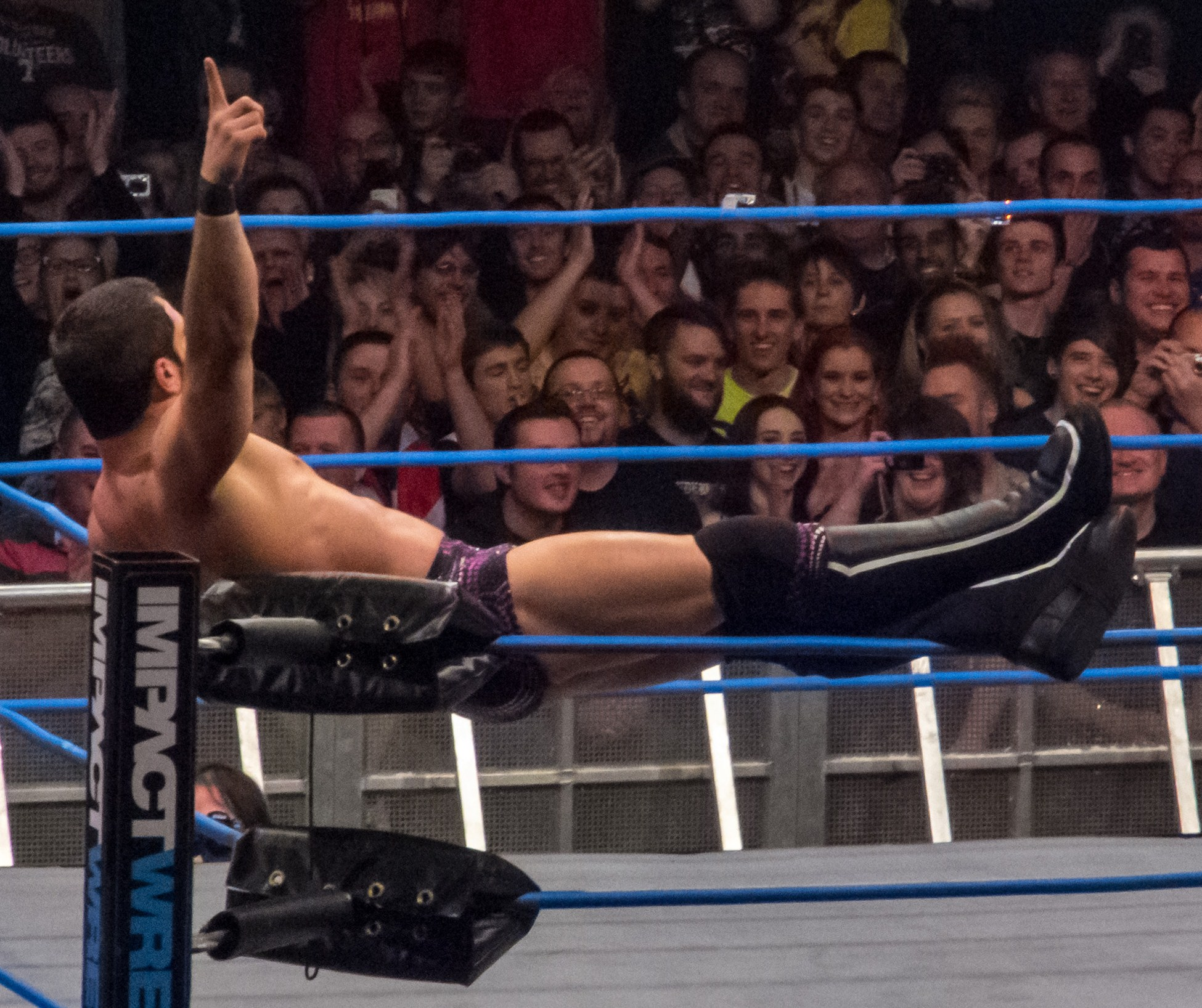
Aries deitado em cima das cordas.

  - "The Greatest Man That Ever Lived"[40][150]
  - "The Vascular Vegetarian"[41]
  - "MV3 (Most Valuable Vascular Vegetarian)"[151]
  - "Mr. It"[152]
  - "The Greatest Manager That Ever Lived"[44]
  - "The Common Denominator Of Greatness"
- Temas de entrada
  - "Born of a Broken Man" por Rage Against the Machine[153] (ROH / Circuito independente)
  - "Personal Jesus" por Marilyn Manson[154] (ROH / Circuito independente)
  - "The Greatest Man That Ever Lived (Variations on a Shaker Hymn)" por Weezer[41][155] (ROH / Circuito independente)
  - "Raging of the Region" por Dale Oliver[3] (TNA)
  - "Ambition and Vision" por CFO$ (22 de janeiro de 2016 – 7 de julho de 2017)[156] (WWE)

## Campeonatos e prêmios
- Mid-American Wrestling

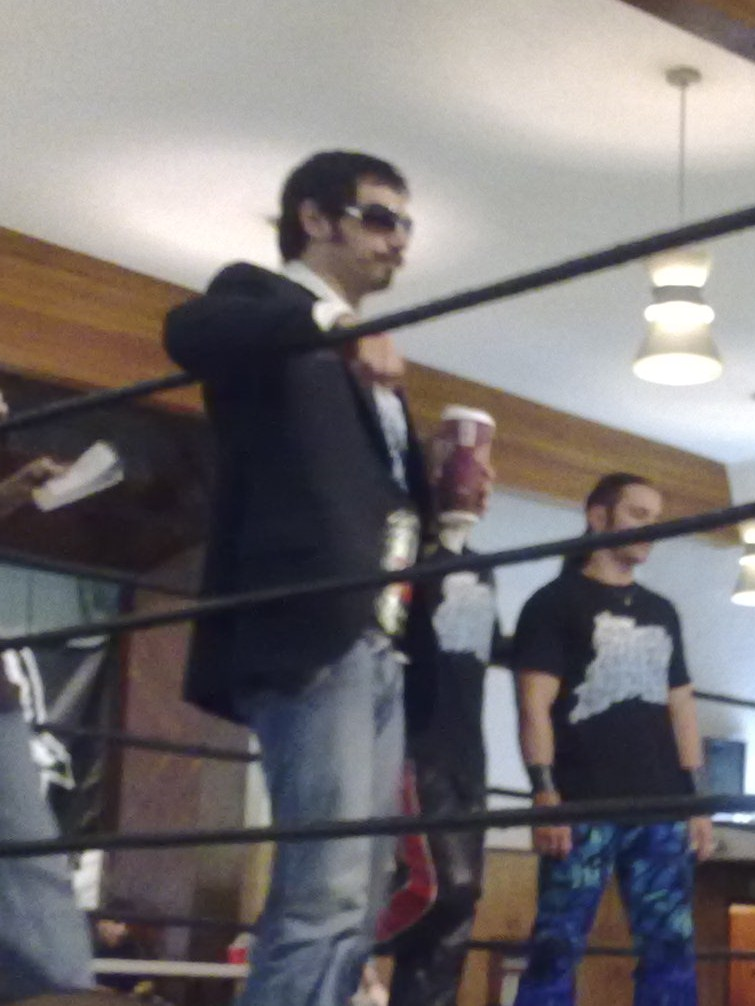
Aries com o ROH World Championship durante seu segundo reinado em 2009 em um show da PWG.

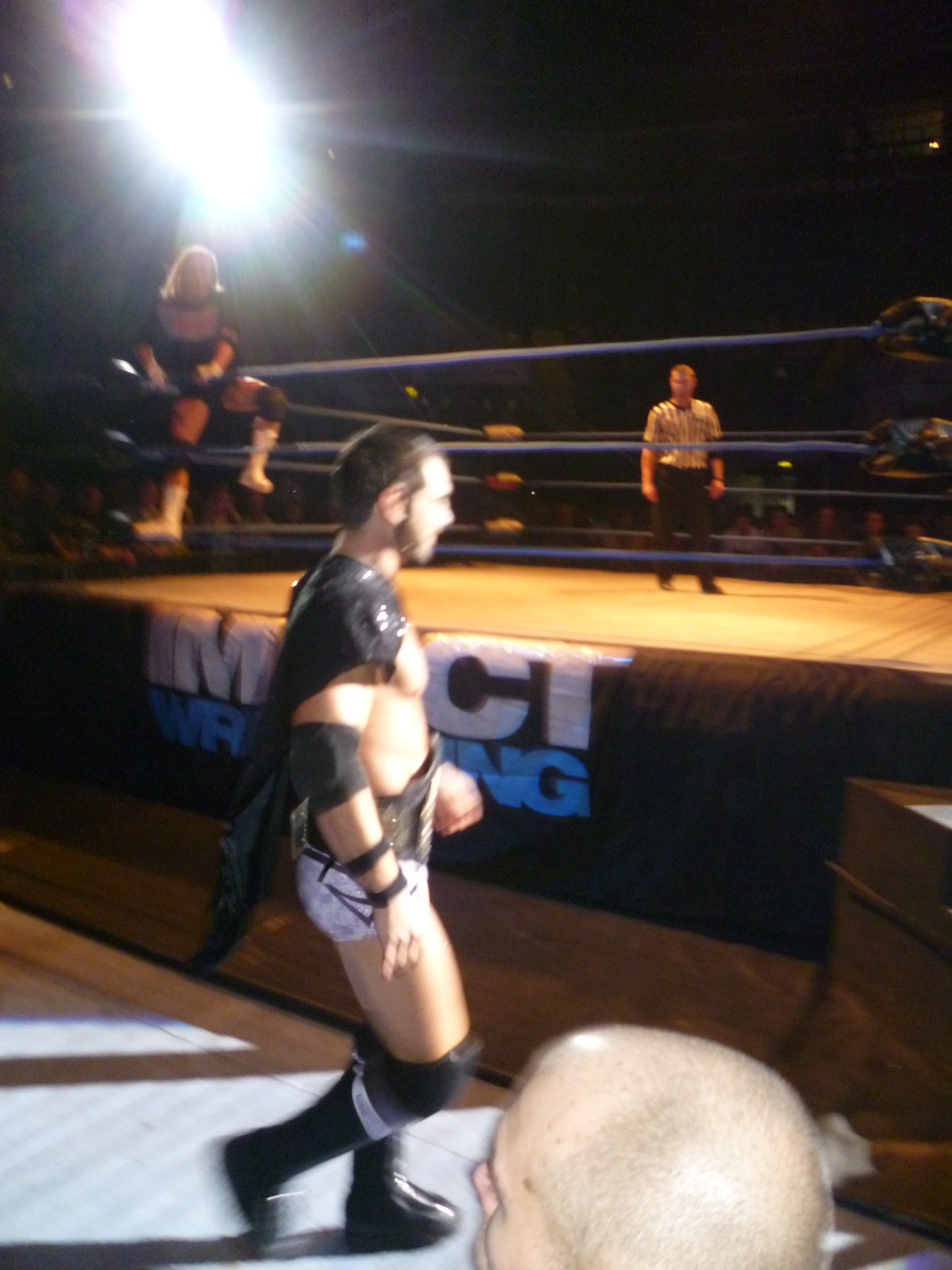
Aries como campeão da X Division em janeiro de 2012

  - MAW Junior Heavyweight Championship (1 vez)[2]
- Midwest Championship Wrestling
  - MCW Light Heavyweight Championship (1 vez)[2]
- Midwest Independent Association of Wrestling
  - MIAW Cruiserweight Championship (1 vez)[2]
- Minnesota Independent Wrestling
  - MIW Cruiserweight Championship (1 vez)[2]
- NWA Midwest
  - NWA Midwest X Division Championship (1 vez)[2]
- Neo Pro Wrestling
  - NPW Cruiserweight Championship (1 vez)[2]
  - NPW Cruiserweight Championship Tournament (2002)[2]
- Pro Wrestling Illustrated
  - PWI classificou-o em #12 dos 500 melhores lutadores individuais na PWI 500 em 2013[157]
- Pro Wrestling WAR
  - PWW Heavyweight Championship (1 vez)[2]
- Ring of Honor
  - ROH World Championship (2 vezes)[6]
  - ROH World Tag Team Championship (1 vez) – com Roderick Strong[10]
- Steel Domain Wrestling
  - SDW Tag Team Championship (1 vez) – com Ted Dixon[2]
- Total Nonstop Action Wrestling
  - TNA/Impact World Heavyweight Championship (3 vezes)[84]
  - TNA World Tag Team Championship (1 vez) – com Bobby Roode
  - TNA X Division Championship (6 vezes)[63]
  - Impact Grand Championship (1 vez)
  - Quinto vencedor da Tríplice Coroa da TNA
  - X Division Showcase (2011)[57]

(1 vez (Atual))